# Pétionville
Pétionville (Haïtiaans-Creools: Petyonvil) is een stad en gemeente van het arrondissement Port-au-Prince in het Haïtiaanse departement Ouest. Het behoort tot de hoofdstedelijke agglomeratie (Aire Métropolitaine) en  heeft 377.000 inwoners.

## Geschiedenis
Pétionville is op 22 september 1831 gesticht door de toenmalige president Jean-Pierre Boyer. De stad is genoemd naar president Alexandre Pétion. Lange tijd was het een belangrijke stad voor de productie van houtskool. In de 19e eeuw besloot keizer Faustin I de koffiehandel in Pétionville te concentreren. Vanaf die tijd werd de stad steeds belangrijker als forensenplaats, met name voor de rijkere inwoners van de hoofdstad Port-au-Prince.

## Ligging
Pétionville ligt op 6km afstand van Port-au-Prince. Het is gebouwd op een van de heuvels van het Massif de la Selle. De belangrijkste winkelstraten (Rue Lamarre en Rue Grégoire) lopen van boven naar beneden. Door de ligging op een heuvel is de temperatuur iets aangenamer dan in de hoofdstad.

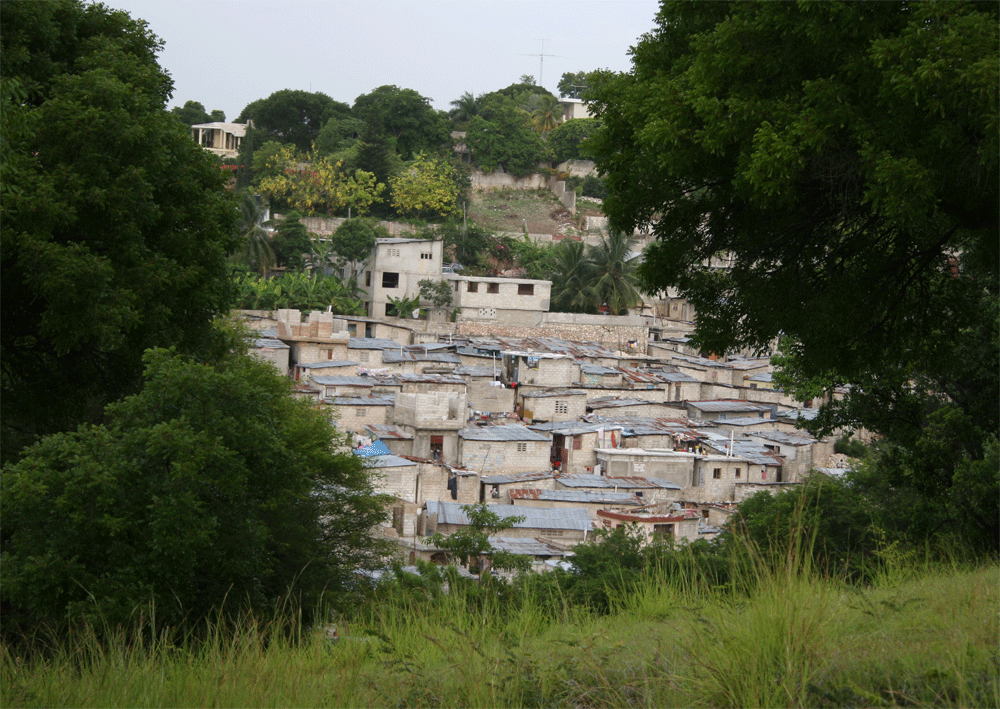
Wijk in Pétionville

Door het grote aantal forensen lopen de 3 verbindingen met Port-au-Prince (Avenue Delmas, Avenue John-Brown in de volksmond: Lalue, Route de Canapé-Vert) bijna dagelijks vol.

## Indeling
De gemeente bestaat uit de volgende sections communales:
| Nr. | Naam                  | Km²   | Inw.2015 |
| --- | --------------------- | ----- | -------- |
| 1   | Montagne Noire        | 12,95 | 23.376   |
| 2   | Aux Cadets II         | 49,16 | 1.605    |
| 3   | Etang du Jonc         | 34,47 | 96.966   |
| 4   | Bellevue la Montagne  | 35,94 | 9.551    |
| 5   | Bellevue Chardonnière | 32,97 | 245.336  |

## Bezienswaardigheden
- Kunstgalerieën. In Pétionville zijn veel kunstgalerieën te vinden.
- Uitzichtspunt van Boutilliers (Belvédère de Boutilliers). Vanaf dit 100m hoge uitzichtspunt, gebouwd in de jaren '80 heeft men een uitzicht over de Golf van Gonâve, Port-au-Prince en de bergketen Chaîne des Matheux. Bij helder weer kan men zelfs tot aan de grens met de Dominicaanse Republiek kijken.
- Nationaal Historisch Park (Parc National Historique) met hierin de vestingen Fort Jacques en Fort Alexandre. Deze zijn vlak na de onafhankelijkheid gebouwd door Alexandre Pétion, de toenmalige gouverneur van het departement Ouest. Tegenwoordig houden jongeren er elk jaar op 18 mei ("Dag van de Vlag") een patriottische pelgrimstocht.
- Fermathe. Een sterk geaccidenteerde weg leidt naar het dorp Fermathe. Hier bevindt zich een missiepost van de baptisten, met o.a. een ziekenhuis, een school, een restaurant, een klein museum en een toeristenwinkel.

## Sport
De voetbalclub Don Bosco FC heeft zijn thuisbasis in Pétionville.

## Bekende inwoners van Pétionville

### Geboren
- Jimmy Jean-Louis (1968), acteur

### Overleden
- Jovenel Moïse (1968-2021), president van Haïti